# Sellingermeer
Het Sellingermeer was een veenmeertje of meerstal ten zuiden van Bourtange in de Nederlandse provincie Groningen. Het wordt afgebeeld op de provinciekaart van Theodorus Beckeringh uit 1781. Het bestond nog in 1849, maar elf jaar later stond het 's zomers droog. Het was 30,5 hectare groot.